# Sender Mainz-Kastel
Der Sender Mainz-Kastel ist eine Sendeeinrichtung des Südwestrundfunks für UKW und DAB im Wiesbadener Stadtteil Mainz-Kastel. Der abgespannte Sendemast wurde 2013 erbaut und hat eine Höhe von 170 Metern. Er ersetzte einen älteren 156 Meter hohen Sendemast aus dem Jahr 1984.

## Lage
Obwohl sich die Sendeanlage innerhalb der hessischen Landesgrenzen befindet, wo der Hessische Rundfunk (hr) für die öffentlich-rechtliche Rundfunkverbreitung verantwortlich ist, wurde sie im Auftrag des Südwestfunks (SWF) errichtet. Die Lage in Mainz-Kastel wurde gewählt, um die gesamte Stadt Mainz mit SWF-Programm zu versorgen, die ansonsten am Rande des Sendegebiets in einem Empfangsloch gelegen hätte. 
Seit der Zusammenlegung von SWF und SDR 1998 wird die Anlage vom Südwestrundfunk (SWR) betrieben und ist auch in dessen Eigentum. Bis 2011 wurden ausschließlich Programme des SWR und zusätzlich noch Deutschlandradio Kultur ausgestrahlt. Mit Ausstrahlung von DAB+ kamen Programme vom hr und von privaten Rundfunkanstalten hinzu.

## Erneuerung 2013
Ab August 2013 wurde der sanierungsbedürftige alte 156 Meter hohe Mast durch einen neu errichteten 170 Meter hohen Stahlgittermast ersetzt. Im Februar 2014 hatte der neue Sender den Betrieb vollständig übernommen, und der Abbau des alten Mastes begann. Da er in besiedeltem Gebiet stand, musste er bis auf 70 Meter Höhe schrittweise abgetragen werden, erst dann wurde der verbleibende Turmstumpf mit einem Schwerlastkran umgelegt. Die Demontagearbeiten waren am 28. März 2014 im Wesentlichen abgeschlossen.

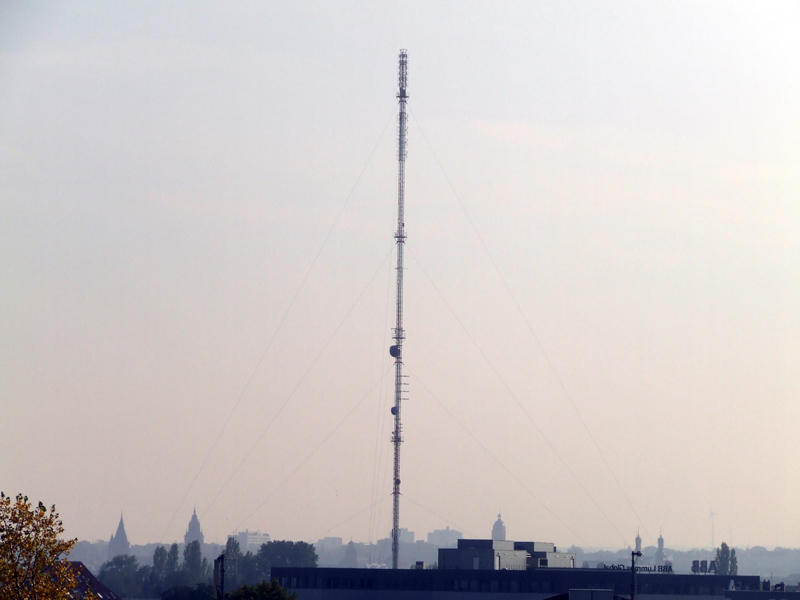
Die alte Sendeanlage (2007)
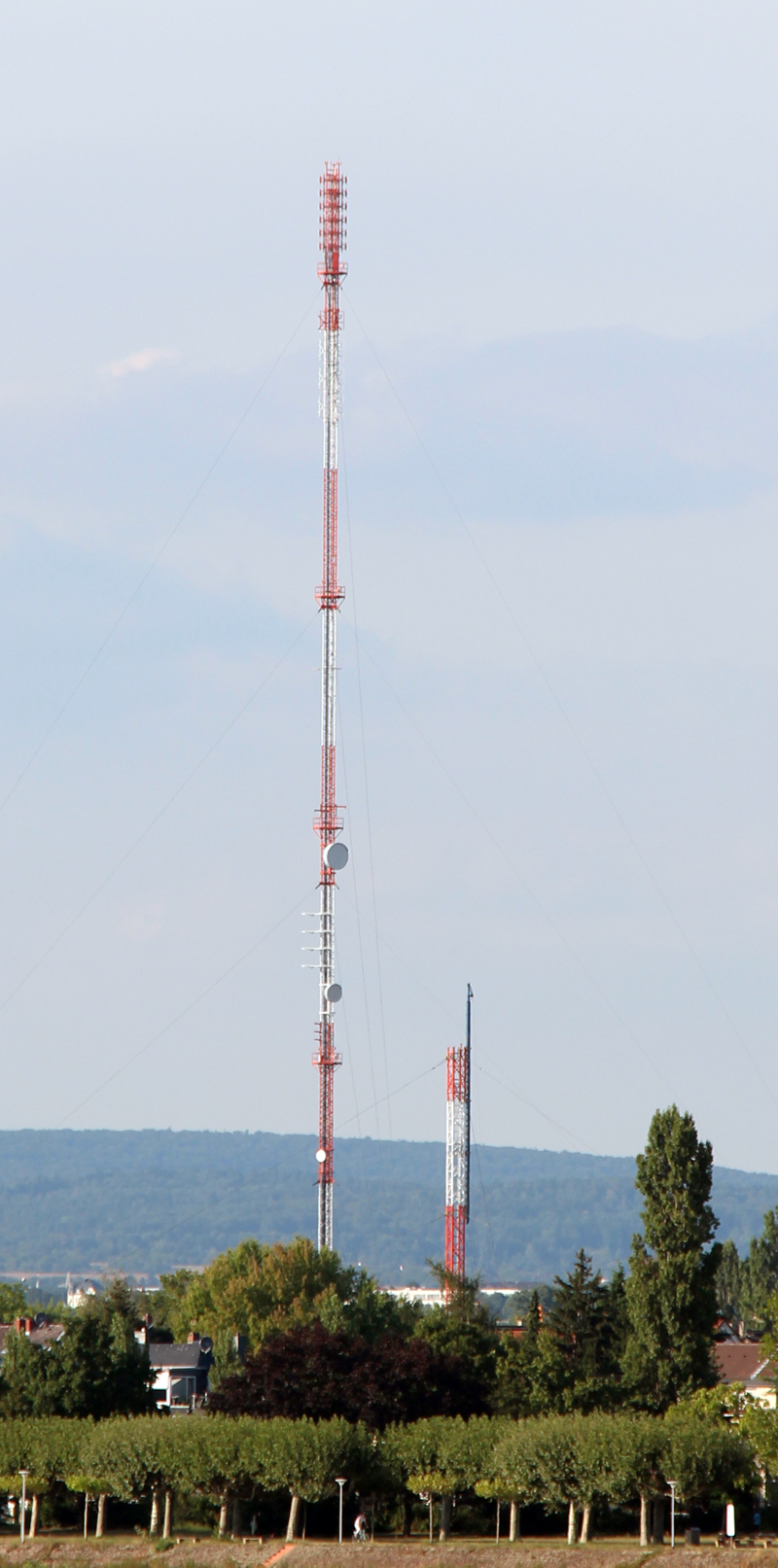
Bauphase im August 2013
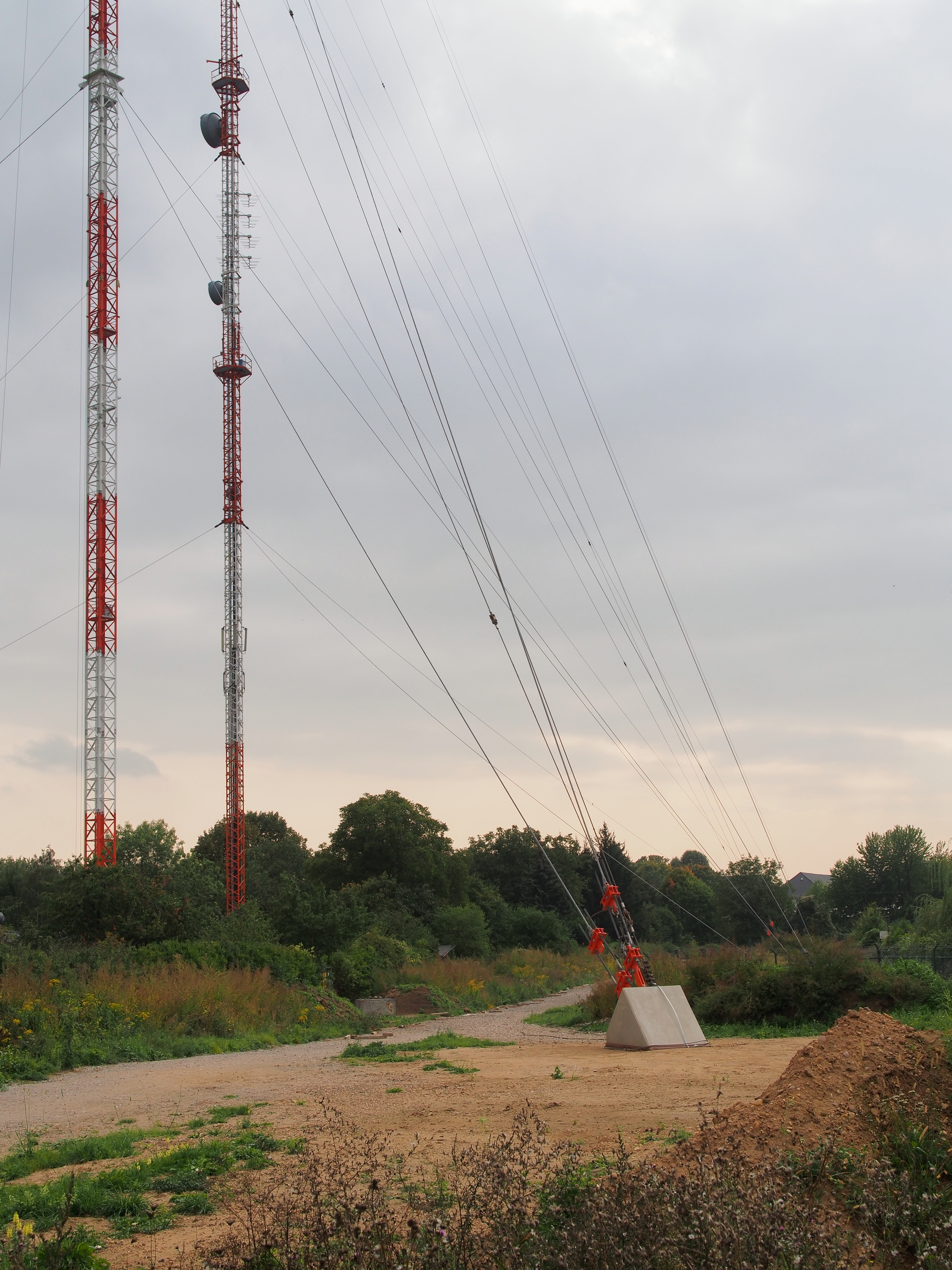
Abspannung der Pardunen
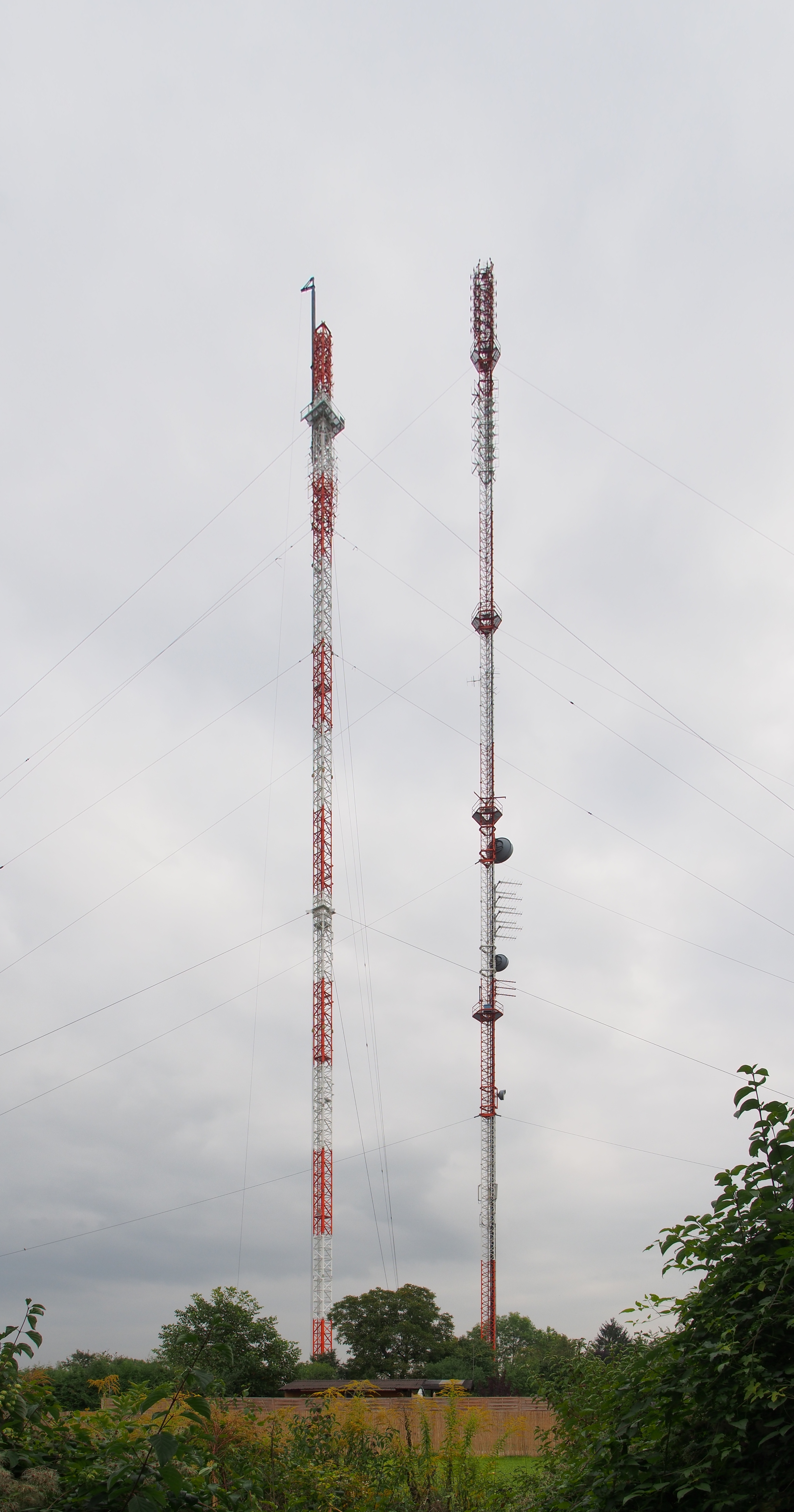
Links neu, rechts alt (September 2013)
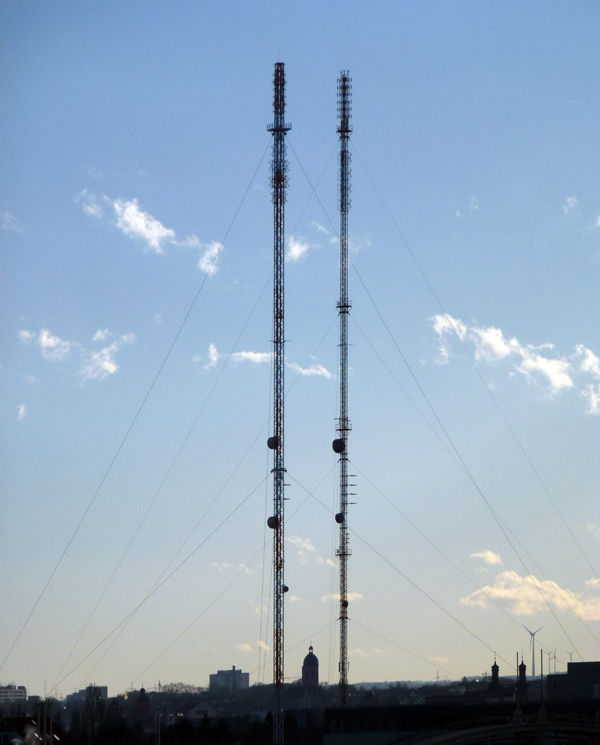
Links neu, rechts alt (Januar 2014)
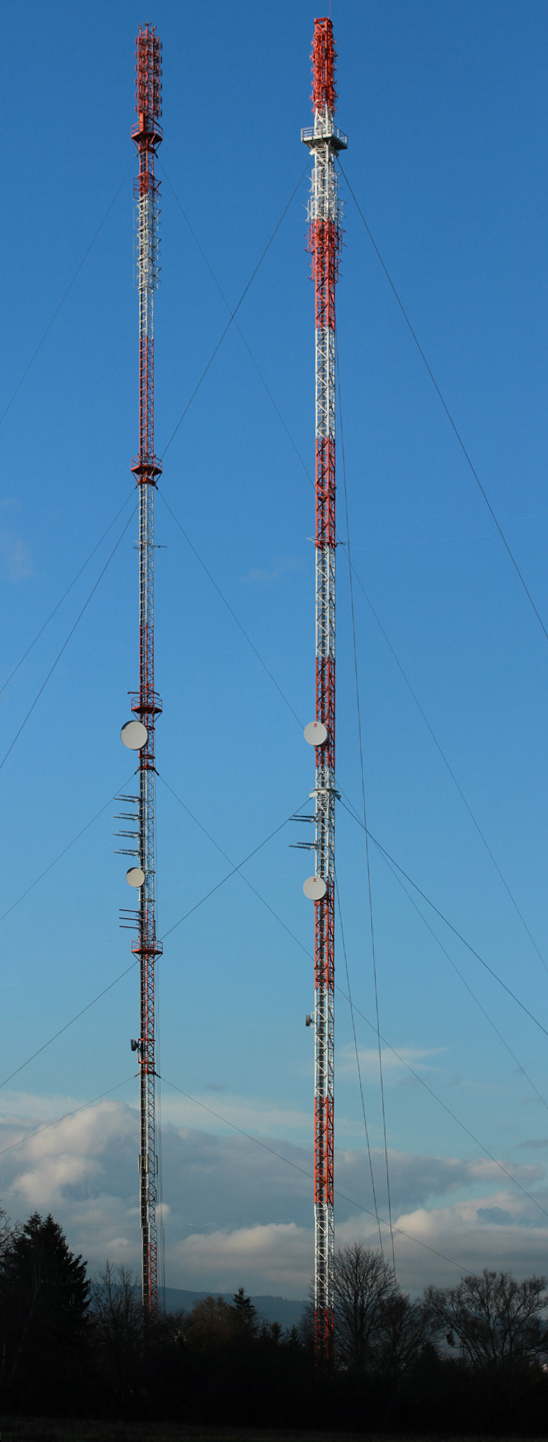
Links alt, rechts neu (Januar 2014)
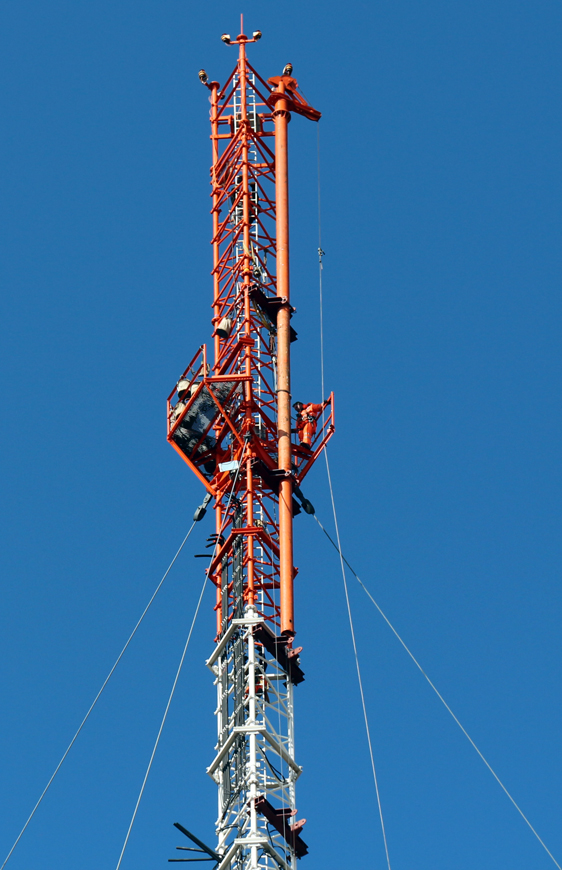
Abbau des alten Mastes (März 2014)
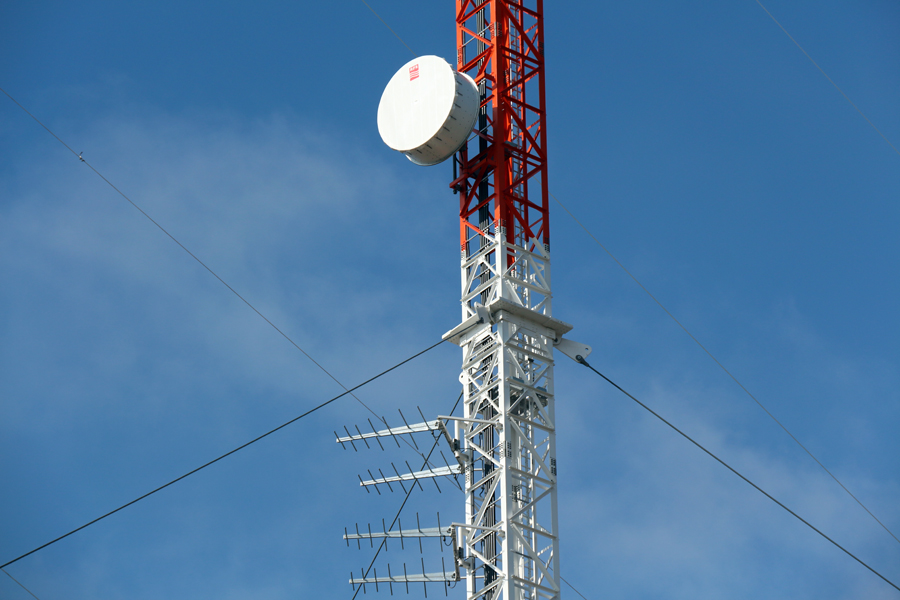
Detailaufnahme einer Antenne von RFS

## UKW-Frequenzwechsel 2017
Am 18. Januar 2017 tauschten der Deutschlandfunk und American Forces Network die UKW-Frequenzen, seitdem wird AFN Wiesbaden vom Sender Wiesbaden Hainerberg mit 500 W ausgestrahlt und Dlf vom Großen Feldberg.

## Frequenzen und Programme

### Analoges Radio (UKW)
| Frequenz (MHz) | Programm               | RDS PS     | RDS PI | Regionalisierung     | ERP (kW) | Antennendiagramm rund (ND)/gerichtet (D) | Polarisation horizontal (H)/vertikal (V) |
| -------------- | ---------------------- | ---------- | ------ | -------------------- | -------- | ---------------------------------------- | ---------------------------------------- |
| 87,7           | SWR1 Rheinland-Pfalz   | SWR1_RP_   | D3A1   | –                    | 1        | ND                                       | H                                        |
| 103,2          | SWR Kultur             | SWR_Kult   | D3A2   | Rheinland-Pfalz      | 1        | ND                                       | H                                        |
| 93,7           | SWR3                   | __SWR3__   | D3A3   | Rheinland-Pfalz/Köln | 1        | ND                                       | H                                        |
| 91,4           | SWR4 Rheinland-Pfalz   | SWR4_MZ_   | DAA4   | Radio Mainz          | 1        | ND                                       | H                                        |
| 105,2          | DASDING                | DASDING_   | D3A5   | –                    | 1        | ND                                       | H                                        |
| 107,2          | Deutschlandfunk Kultur | Dlf_Kultur | D220   | –                    | 0,4      | D (150°-210°)                            | H                                        |

### Digitales Radio (DAB)
DAB beziehungsweise DMB wird in vertikaler Polarisation und im Gleichwellenbetrieb mit anderen Sendern ausgestrahlt.
| Block                        | Programme | ERP (kW)    | Antennendiagramm rund (ND)/gerichtet (D)                      | Gleichwellennetz (SFN) |
| ---------------------------- | --- | ----------- | ------------------------------------------------------------- | --- |
| 5C DR Deutschland (D__00188) | DAB-Multiplex von Media Broadcast: - Absolut relax (72 kbps) - Dlf (104 kbps) - Dlf Kultur (112 kbps) - Dlf Nova (104 kbps) - DRadio DokDeb (48 kbps) - Energy Digital (72 kbps) - ERF Plus (64 kbps) - Klassik Radio (72 kbps) - Radio Bob (72 kbps) - Radio Horeb (48 kbps) - Radio Schlagerparadies (64 kbps) - Schwarzwaldradio (64 kbps) - sunshine live (72 kbps) - DRadio Daten (32 kbps Daten) - EPG Deutschland (16 kbps Daten) - TPEG (16 kbps Daten) - TPEG_MM (16 kbps Daten)                      | 10          | D (40°-50°, 130°-140°, 220°-230°, 310°-320°)                  | - Baden-Württemberg: Aalen, Baden-Baden (Fremersberg), Bad Mergentheim, Blauen, Brandenkopf, Donaueschingen, Feldberg im Schwarzwald, Freiburg (Vogtsburg-Totenkopf), Geislingen (Oberböhringen), Großerlach (Hohe Brach), Heidelberg (Königstuhl), Heilbronn (Schweinsberg), Hochrhein (Rickenbach), Hornisgrinde, Pforzheim (Schömberg-Langenbrand), Raichberg, Ravensburg (Höchsten), Reutlingen, Stuttgart (Frauenkopf), Ulm (Kuhberg) - Bayern: Amberg (Hirschau), Aschaffenburg (Pfaffenberg), Augsburg (Hotelturm), Bad Tölz (Gaißach), Bamberg (Geisberg), Büttelberg, Brotjacklriegel, Dillberg, Grünten, Herzogstand, Hochberg (Traunstein), Hoher Bogen, Inntal (Ebbs), Ingolstadt (Gelbelsee), Kreuzberg/Rhön, Landshut (Altdorf), München (Olympiaturm), Nennslingen (Büchelberg), Nürnberg, Oberammergau, Ochsenkopf, Passau, Pfänder, Pfaffenhofen, Pfarrkirchen, Pfronten, Regensburg (Hohe Linie), Unterringingen, Untersberg, Wendelstein (Bayrischzell), Würzburg (Frankenwarte) - Berlin: Berlin (Alexanderplatz), Berlin (Scholzplatz) - Brandenburg: Bad Belzig, Booßen, Brandenburg/Havel, Calau, Casekow, Cottbus, Eisenhüttenstadt, Petkus, Pritzwalk, Templin - Bremen: Bremen (Walle), Bremerhaven-Schiffdorf - Hamburg: Hamburg (Moorfleet), Hamburg (Heinrich-Hertz-Turm) - Hessen: Bad Hersfeld (Rimberg), Biedenkopf (Sackpfeife), Fulda (Hummelskopf), Frankfurt (Europaturm), Gelnhausen (Schnepfenkopf), Gießen (Dünsberg), Großer Feldberg, Hardberg, Hohe Wurzel, Hoher Meißner, Kassel (Habichtswald), Mainz-Kastel - Mecklenburg-Vorpommern: Garz (Rügen), Güstrow, Malchin, Neubrandenburg-Süd, Rostock (Toitenwinkel), Röbel, Schwerin (Zippendorf-Gr.Dreesch), Torgelow, Wismar/Rüggow, Züssow - Niedersachsen: Aurich-Popens, Braunschweig (Broitzem), Braunschweig (Drachenberg), Cuxhaven-Stadt, Dannenberg, Göttingen (Bovenden-Osterberg), Hannover (Telemax), Lingen, Lüneburg-Neu Wendhausen, Molbergen-Peheim, Osnabrück (Bramsche-Schleptruper Egge), Hildesheim (Sibbesse), Steinkimmen, Uelzen, Visselhövede, Wilhelmshaven - Nordrhein-Westfalen: Aachen (Karlshöhe), Bielefeld (Hünenburg), Bonn (Venusberg), Dortmund (Florianturm), Düsseldorf (Rheinturm), Eggegebirge, Herscheid, Hochsauerland (Hunau), Hürtgenwald-Großhau, Köln (Colonius), Langenberg, Lügde-Rischenau (Köterberg), Minden (Jakobsberg), Münster (Fernmeldeturm), Schöppingen, Siegen-Süd, Wesel - Rheinland-Pfalz: Bad Kreuznach (Schanzenkopf), Bad Marienberg (Westerwald), Bornberg, Daun (Eifel), Edenkoben (Kalmit), Heckenbach-Schöneberg (Ahrweiler), Idar-Oberstein, Kaiserslautern, Kettrichhof, Koblenz (Kühkopf), Trier (Petrisberg) - Saarland: Merzig-Merchingen, Saarbrücken (Schoksberg) - Sachsen: Chemnitz, Dresden, Geyer, Leipzig, Löbau, Neustadt, Oschatz, Schöneck, Zwickau Ost - Sachsen-Anhalt: Brocken, Burg, Dequede, Petersberg, Pettstädt (Weißenfels), Schneidlingen, Wittenberg - Schleswig-Holstein: Bungsberg, Flensburg, Heide, Helgoland, Hennstedt, Kiel (Kronshagen), Lübeck (Stockelsdorf), Schleswig, Niebüll (Süderlügum), Westerland (Sylt) - Thüringen: Bleßberg (Sonneberg), Erfurt-Hochheim, Gera, Inselsberg, Jena (Oßmaritz), Kulpenberg, Saalfeld (Remda), Lobenstein (Sieglitzberg), Weimar (Ettersberg) |
| 7B hr Radio (D__30122)       | DAB+-Multiplex des HR: - hr1 Rhein-Main (Süd) (88 kbps) - hr1 Nordhessen (Nord) (88 kbps) - hr1 Mittelhessen (Mitte) (88 kbps) - hr2 (136 kbps) - hr3 Rhein-Main (Süd) (88 kbps) - hr3 Nordhessen (Nord) (88 kbps) - hr3 Mittelhessen (Mitte) (88 kbps) - hr4 Rhein-Main (Süd) (88 kbps) - hr4 Nordhessen (Nord) (88 kbps) - hr4 Mittelhessen (Mitte) (88 kbps) - YOU FM (88 kbps) - hr-iNFO (88 kbps) - hr EPG (32 kbps) - hr journaline (32 kbps) - hr TPEG (32 kbps)                                        | 10          | D (40°-50°, 90°, 130°-140°, 180°, 220°-230°, 270°, 310°-320°) | - Nordhessen: Habichtswald, Hoher Meißner, Holzminden-Neuhaus, Haina/Hohes Lohr (geplant) - Osthessen: Heidelstein/Rhön, Kreuzberg, Rimberg, Schlüchtern, Bad Hersfeld (Wippershainer Höhe) (geplant) - Mittelhessen: Biedenkopf (Sackpfeife), Diez/Lahntal, Gießen (Dünsberg), Herborn-Burg, Driedorf/Höllberg (Westerwald), Hoherodskopf (Vogelsberg) (geplant) - Rhein/Main: Großer Feldberg (Taunus), Frankfurt (Europaturm), Gelnhausen (Schnepfenkopf), Hohe Wurzel, Mainz-Kastel - Südhessen: Darmstadt-Weiterstadt, Hardberg, Würzberg, Krehberg (Odenwald) (geplant) |
| 9B Antenne DE (D__00359)     | DAB-Block von Antenne Deutschland: - 80s80s (72 kbps) - 90s90s (72 kbps) - Absolut Bella (72 kbps) - Absolut Germany (72 kbps) - Absolut HOT (72 kbps) - Absolut Oldie (72 kbps) - Absolut TOP (72 kbps) - AIDAradio (72 kbps) - Ballermann Radio (72 kbps) - Beats Radio (72 kbps) - Brillux Radio (72 kbps) - Nostalgie (72 kbps) - Oldie Antenne (72 kbps) - RTL Radio (72 kbps) - Rock Antenne (72 kbps) - Toggo Radio (72 kbps)                                                                           | 10          |                                                               | - Baden-Württemberg: Aalen, Baden-Baden (Fremersberg), Heidelberg (Königstuhl), Heilbronn (Schweinsberg), Pforzheim (Schömberg-Langenbrand), Stuttgart (Frauenkopf) - Hessen: Fulda (Hummelskopf), Frankfurt (Europaturm), Gelnhausen (Schnepfenkopf), Gießen (Dünsberg), Großer Feldberg, Hardberg, Kassel (Habichtswald), Mainz-Kastel - Nordrhein-Westfalen: Aachen (Karlshöhe), Bonn (Venusberg), Dortmund (Florianturm), Düsseldorf (Rheinturm), Herscheid, Köln (Colonius), Langenberg, Münster (Fernmeldeturm), Siegen-Süd, Wesel - Rheinland-Pfalz: Bornberg, Daun (Boverath), Koblenz (Kühkopf), Trier (Petrisberg) - Saarland: Saarbrücken (Schoksberg) |
| 11A SWR RP (D__00217)        | DAB-Multiplex der Digital Radio Südwest: - SWR1 RP (96 kbps) - SWR Kultur (96 kbps) - SWR3 (Rheinland-Pfalz) (96 kbps) - SWR4 KL (88 kbps) - SWR4 KO (88 kbps) - SWR4 LU (88 kbps) - SWR4 MZ (88 kbps) - SWR4 TR (88 kbps) - DASDING (96 kbps) - SWR Aktuell (72 kbps) - bigFM (72 kbps) - RPR1. (überregional) (72 kbps) - Rockland Radio (überregional) (72 kbps) - EPG (24 kbps) - TPEG (16 kbps) | 10          | ND                                                            | - Region Kaiserslautern: Bornberg, Kaiserslautern (Rotenberg), Kettrichhof, Zweibrücken - Region Koblenz: Ahrweiler (Schöneberg), Alf-Bullay, Altenahr (Oberes Ahrtal), Bad Marienberg, Betzdorf (Weißenstein), Diez, Koblenz (Dieblich-Waldesch), Linz am Rhein - Region Ludwigshafen: Weinbiet - Region Mainz: Bad Kreuznach (Bad Münster am Stein), Donnersberg, Mainz-Kastel, Oberdiebach (Lorch) - Region Trier: Bitburg, Bleialf, Daleiden, Haardtkopf, Idar-Oberstein, Kirn, Palzem, Schartenberg (Eifel), Niedersgegen, Saarburg, Traben-Trarbach, Trier (Markusberg) |
| 12C HESSEN SÜD (D__00207)    | DAB-Multiplex der Hessen Digital Radio: - Antenne Mainz (56 kbps) - Antenne Wiesbaden (ab 02. Mai 2025) - bigFM Hessen (72 kbps) - 80er Radio Harmony (80 kbps) - Hit Radio FFH (F) (80 kbps) - Hit Radio FFH (DA) (80 kbps) - planet radio (80 kbps) - Radio Bollerwagen (72 kbps) - Radio Darmstadt (64 kbps) - Radio Frankfurt (56 kbps) - Radio RheinWelle 92,5 (64 kbps) - Radio Rüsselsheim (64 kbps) - Radio Teddy (56 kbps) - Radio Vidovdan (72 kbps) - Radio X (64 kbps) - The Wolf Hessen (72 kbps) | 5 (max. 10) | D (350°-10°, 80°-100°, 170°-190°, 260°-280°)                  | Großer Feldberg (Taunus), Frankfurt (Europaturm), Hardberg (Odenwald), Hohe Wurzel, Mainz-Kastel |

### Ehemaliges Analoges Fernsehen (PAL)
Bis zur Umstellung auf DVB-T am 4. Dezember 2007 wurden hier die folgenden analogen TV-Programme verbreitet:
| Kanal | Frequenz (MHz) | Programm        | ERP (kW) | Sendediagramm rund (ND)/ gerichtet (D) | Polarisation horizontal (H)/ vertikal (V) |
| ----- | -------------- | --------------- | -------- | -------------------------------------- | ----------------------------------------- |
| 11    | 217,25         | Das Erste (SWR) | 1        | D (170–220°)                           | H                                         |

Seit der Umstellung auf DVB-T in der Pfalz ist dieser Bereich durch den Sender Donnersberg (SWR) sowie Fernmeldeturm Hohe Wurzel bei Wiesbaden (hr Rhein-Main) mit digitalem terrestrischen Fernsehen gleich mehrfach versorgt. Im Rhein-Main-Gebiet startete DVB-T in zwei Schritten bereits am 4. Oktober bzw. am 6. Dezember 2004 an den hessischen Standorten Großer Feldberg (Taunus), Europaturm (Frankfurt am Main) und Hohe Wurzel.